# Ausès
Les Ausès (grec : Αὐσέες) sont une tribu libyque (berbère) antique ayant habité la région à l'ouest du lac Triton, dans l'actuelle Algérie.

## Origine
Les populations Ibéromaurusiennes et Capsiennes, présentes dans la région depuis respectivement 25 000 et 7 500 ans, sont à l'origine de cette tribu.

## Culture
D'après Hérodote, les Ausès avaient les cheveux longs sur le devant, par opposition aux Machlyès qui, eux, avaient les cheveux longs à l'arrière.
Ils célébraient une fête en l'honneur de la déesse Tinnit lors duquel les jeunes femmes se bâtaient entre elles à l'aide de bâtons et de cailloux. Les femmes qui succombaient à ces combats étaient appelées « fausses vierges ». Cette tradition coutumière a été perpétrée sous une forme rituelle jusqu'à récemment en Libye avant son interdiction par Mouammar Kadhafi.